# Stenaelurillus guttatus
Espèce
Synonymes
- Mashonarus guttatus Wesołowska & Cumming, 2002

Stenaelurillus guttatus est une espèce d'araignées aranéomorphes de la famille des Salticidae.

## Distribution
Cette espèce se rencontre au Zimbabwe, au Mozambique, en Zambie, au Botswana et en Namibie.

## Description
La carapace des mâles mesure de 2,3 à 2,7 mm de long sur de 1,6 à 2,1 mm et l'abdomen de 2,3 à 2,8 mm de long sur de 1,6 à 2,1 mm et la carapace des femelles de 2,1 à 2,6 mm de long sur de 1,6 à 2,0 mm et l'abdomen de 2,3 à 3,8 mm de long sur de 1,6 à 2,6 mm.
Cette araignée est termitophage, elle se nourrit d'Odontotermes transvaalensis.

## Systématique et taxinomie
Cette espèce a été décrite sous le protonyme Mashonarus guttatus par Wesołowska et Cumming en 2002. Elle est placée dans le genre Stenaelurillus par Logunov et Azarkina en 2018.

## Publication originale
- Wesołowska & Cumming, 2002 : « Mashonarus guttatus, gen. and sp. n., the second termitivorous jumping spider from Africa (Araneae: Salticidae). » Bulletin of the British arachnological Society, vol. 12, no 4, p. 165-170.